# Erős Attila
Erős Attila (Újkér, 1954. október 8. –) magyar gitáros, zenész, zeneszerző.

## Életpályája
Gyermekéveit Újkéren töltötte. Általános iskola hetedik osztályában érintette meg először a zene és a gitározás, egy helyi iskolai zenekart figyelve. Nyolcadik osztályos korában kapta meg édesapjától az első igazi hangszerét, egy Jolana Tornado elektromos gitárt. Győrben tanult tovább. A kollégiumban összeállt néhány osztálytársával, és az akkor aktuális dalokat játszották. Autodidakta módon képezte magát, sosem ment el zenét tanulni.
1972-ben az iskola befejezése után az NDK-ban egy hajógyárban dolgozott mint hegesztő. Itt ismerkedett meg Románszki János és Pálfi József zenészekkel, akikkel közösen zenekart alapítottak. 1972 és 1975 között "vendéglátózni" jártak hármasban az NDK-ban. Itt kezdte meg gitáros pályafutását.
Hazaérkezése után először ugyancsak vendéglátózott, de csak mint énekes. Ezt követően egy vasvári rockzenekarba került, ahol Sweet-, Slade-, Deep Purple-dalokat játszottak. Itt Kányási Mihály gitárjátéka hatására döntött úgy, hogy ő is véglegesen ezt a hangszert választja.
Először 1976-ban került a Lord zenekarba, de nem sokkal később bevonult katonának. A katonaévek alatt határozta el, hogy saját zenét szeretne játszani. 1978-ban írta első dalait. Leszerelése után a Lord helyett visszatért a korábbi vasvári zenekarába, ahol azonban nem találta meg számításait. Egyik helyről a másikra csapódott. 1979 februárjában a szombathelyi Ifiházban Vida Ferenc és Szántai Gyula Kacsa megkeresték, és kérték hogy csatlakozzon ismét hozzájuk. 1992-ben családi okok miatt újra kilépett a zenekarból, ahova véglegesen 2000-ben tért vissza.  
Azóta is a Lord zeneszerzője, gitárosa.
Két lánygyermek  (Katalin - 1985, Eszter - 1995)  édesapja  , egy lány és egy fiúunoka nagyapja. Unokáinak édesapja a Lord korábbi billentyűse, Beke Márk .Sokáig Szombathelyen lakott, jelenleg Debrecenben él.

## Hangszerei
Jelenleg   Gibson Les Paul  gitárokon  (2 db fekete színű- 81-es Standard, illetve  1968-as Custom kivitel ) ,valamint egy Fender Telecasteren játszik (2023-ban újabb példányt vásárolt, de a régebbit is használja). Korábban Cimar Flying V, Modulus Graphite, Kramer Baretta, Kramer Sustainer, Fender Stratocaster,  Gibson Nighthawk,  Eddie Van Halen-féle EVH és Music Man, Gibson EDS-1275 Gibson SG és PRS Artist S2 Singlecut gitárokat használt. A Les Paulok közül 2 darabot,  illetve a 2 Eddie Van Halen-féle gitárt Erős az Lord-énekes , Pohl Mihály fiának, Pohl Dávidnak, a Pair o'Dice gitárosának adta el.